# Ctenoplusia rubronitens
Ctenoplusia rubronitens là một loài bướm đêm trong họ Noctuidae.